# جان ملور

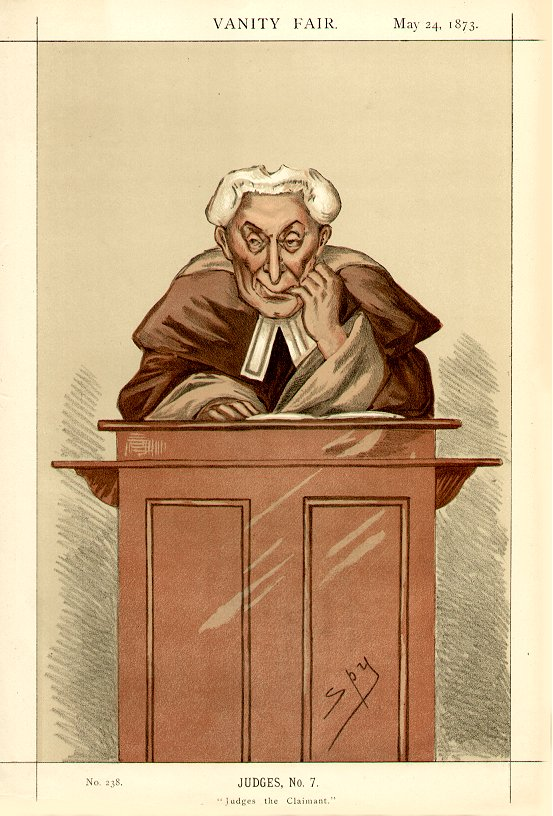
«شاکی را قضاوت می‌کند» کاریکاتوری از ملور توسط لسلی وارد در Vanity Fair، مه ۱۸۷۳

سر جان ملور (۱ ژانویه ۱۸۰۹–۲۶ آوریل ۱۸۸۷) یک قاضی انگلیسی و عضو پارلمان بود.

## زندگی
ملور در هالینوود، اولدهام متولد شد و در لیستر بزرگ شد، جایی که پدر وی شهردار و قاضی حل اختلاف بود.
در جوانی عقاید وحدتگرایانه ملور مانع حضور او در دانشگاه شد. او وارد رشتهٔ حقوق شد و در ۱۸۳۳ مشاور ملکه شد. پس از تلاش‌های ناموفق در ۱۸۵۲ (در وارویک) و ۱۸۵۷ (در کاونتری) در نهایت در ۱۸۵۷ وی به عنوان نمایندهٔ یارموت بزرگ و در ۱۸۵۹ به عنوان نمایندهٔ ناتینگهام به پارلمان راه یافت. وی در ۱۸۶۱ به انجمن ملکه راه یافت و در سال ۱۸۶۲ توسط ملکه شوالیه شد.
ملور یکی از دو قاضی کمیسیون ویژه‌ای بود که در ۱۸۶۷ در منچستر تشکیل شد تا افراد متهم به قتل چارلز برت مأمور پلیس را محاکمه کند.
او یکی از سه قاضی دادگاه ۱۸۸ روزه آرتور اورتون در ۱۸۷۳، (مورد Tichborne). جیمز برسفورد آتلی در توضیحات این پرونده، وی را «بهترین قاضی حقوق مدنی» توصیف کرد. همیلتون خاطرنشان کرد: «او اغلب با شوخ‌طبعی سرد خود هیئت منصفه را سرگرم می‌کرد».
ملور در ۱۸۷۹ بازنشسته شد و به عضویت شورای خصوصی ملکه ارتقاء یافت. وی در ۱۸۸۷ در خانه خود در لندن درگذشت و در کینگزداون، کنت دفن گردید.

## خانواده
ملور و همسرش الیزابت (نی موزلی) هشت پسر داشتند. سر جیمز رابرت ملور (۱۹۳۹–۱۸۳۹)، فرزند سوم، یک وکیل و بازیکن مشهور چوگان بود.